# Kevin Cès
Kevin Cès (* 21. Juli 1980 in Paris) ist ein ehemaliger französischer Volleyball- und  Beachvolleyballspieler und heutiger Trainer. Er wurde vier Mal französischer Meister im Sand.

## Karriere

### Karriere Hallen-Volleyball
Der in der französischen Hauptstadt geborene Sportler baggerte und schmetterte von 1996 bis 1997 bei Centre National de Volley-Ball. Er wurde in der Saison 1998/99 mit Montpellier UC Siebter in der höchsten Spielklasse seines Heimatlandes und Neunter im Challenge Cup. Zwei Spielzeiten später erreichte sein neuer Verein Grenoble Volley Université Club den vierten Rang in der B-Liga. Nach dem neunten Platz mit Agde Volley-Ball in der gleichen Spielklasse beendete der Universalspieler seine Hallenkarriere und konzentrierte sich auf das Spiel im Sand.

### Karriere Beach-Volleyball
Cès spielte ab 1997 mit verschiedenen Partnern auf den FIVB-Turnieren in Marseille, u. a. auch mit Sebastien Baumgartner bei der Weltmeisterschaft 1999. 2001 war Baumgartner auf der World Tour sein Standardpartner. Von 2002 bis 2004 spielte Cès an der Seite von Yannick Salvetti. Bei der Weltmeisterschaft 2003 in Rio de Janeiro scheiterten die beiden sieglos in der Vorrunde. Cès bildete ab 2004 ein Duo mit Fabien Dugrip. Bei der Weltmeisterschaft 2005 in Berlin schieden die Franzosen nach zwei Niederlagen aus. Ihr bestes Resultat auf der FIVB World Tour hatten sie in Marseille mit Platz fünf. Im gleichen Jahr standen sie im Finale der nationalen Meisterschaften ihres Heimatlandes. Ab 2007 trat Cès mit seinem jüngeren Bruder Andy an. Mit ihm wurde er drei Mal in Folge französischer Meister. Nicht nur wegen dieser Titel, sondern auch wegen zahlreicher Top-Ten-Platzierungen auf der World Tour und bei CEV-Turnieren hatten die Brüder 2008/2009 ihre erfolgreichste Zeit. Bei der Weltmeisterschaft 2009 in Stavanger landeten Cès/Cès auf Platz neun. Bevor Kevin Cès Ende 2012 seine Karriere beendete, stand das Brüderpaar 2011 zum vierten Mal beim Championat de France ganz oben auf dem Stockerl.

### Trainertätigkeit
2018 wurde der Franzose Co-Trainer von Randaberg IL. In der gleichen Saison erreichte der Verein das norwegische Pokalfinale und wurde Vierter in der Meisterschaft. Anschließend wurde Cès Chefcoach, konnte jedoch die Erfolge der ersten Spielzeit in Nordeuropa nicht mehr erreichen. Beste Ergebnisse waren zwei fünfte Ränge in der Liga und ein fünfter Platz im Pokal.

### Privates
Vater Denis Cès war französischer Nationalspieler und stand als Mittelblocker im Kader des Teams bei der WM 1966. Er wurde in der französischen Liga sowohl Zweiter mit Paris UC als auch Erster und Dritter mit VGA Saint-Maur. Der ältere Bruder von Kevin und Andy heißt Stanley, spielte als Außenangreifer in der Juniorennationalmannschaft seines Heimatlandes und war bis 2009 hauptsächlich in der Liga B in Frankreich aktiv.